# Flämisches Institut für Biotechnologie

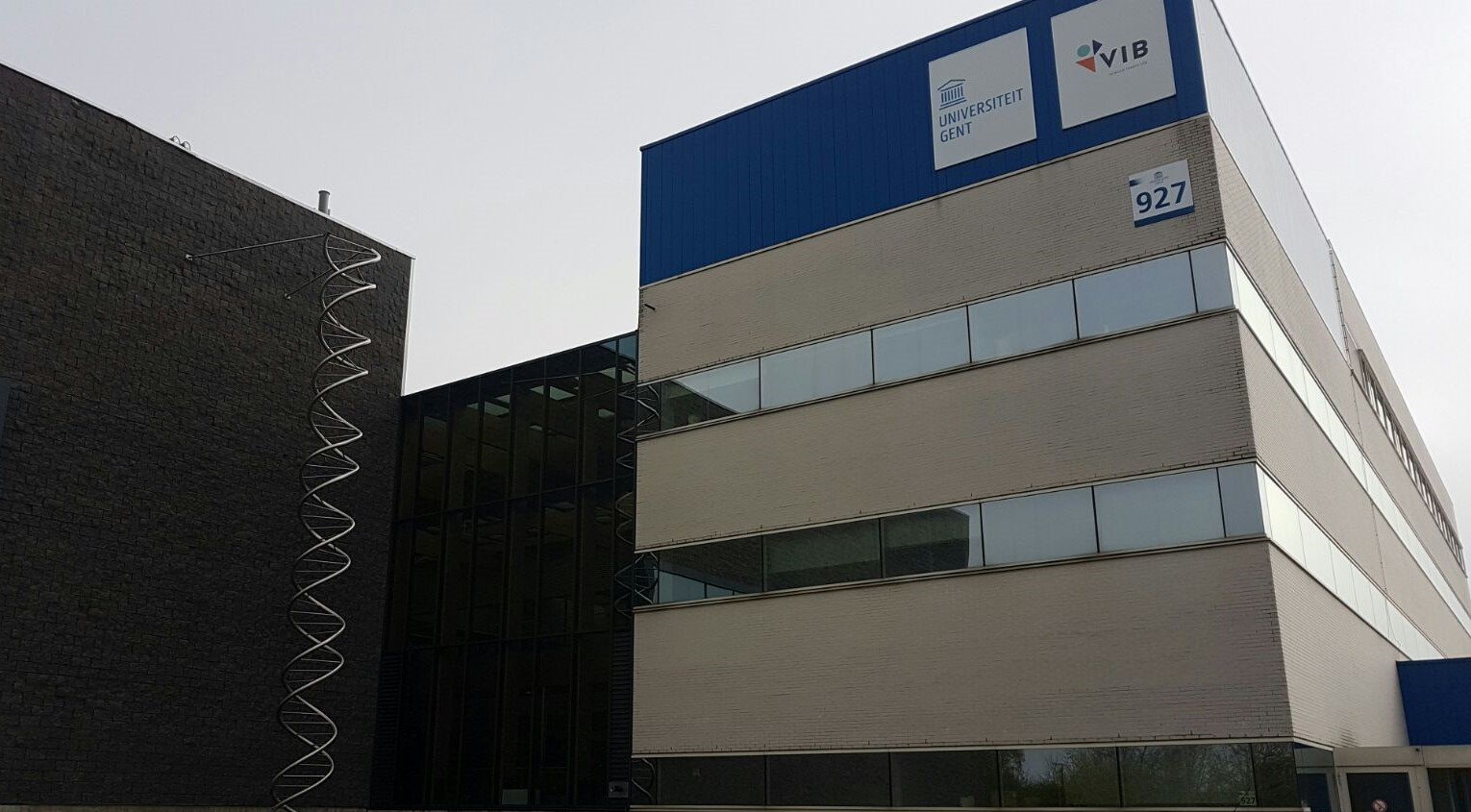
Hauptgebäude des VIB in Gent

Das Flämische Institut für Biotechnologie, niederländisch Vlaams Instituut voor Biotechnologie (VIB), ist ein Forschungsinstitut in Flandern, Belgien.
Das VIB wurde 1995 von der flämischen Regierung gegründet und am 1. Januar 1996 zu einem vollwertigen Institut. Das Hauptziel des VIB besteht darin, die Exzellenz der flämischen Biowissenschaftsforschung zu stärken und die Ergebnisse in neues Wirtschaftswachstum umzuwandeln. Das VIB gibt fast 80 % seines Budgets für Forschungsaktivitäten, fast 12 % für Technologietransferaktivitäten und die Förderung der Gründung neuer Unternehmen sowie etwa 2 % für sozioökonomische Aktivitäten aus.
Das Institut wird von Jo Bury und Johan Cardoen geleitet. Ajit Shetty ist Präsident des Verwaltungsrates.

## Ziele
Die vorrangigen Ziele des VIB sind, biomolekulare Forschung an oberster Stelle in den Biowissenschaften zum Nutzen des wissenschaftlichen Fortschritts und der Gesellschaft durchzuführen. Die strategischen Ziele des VIB sind:
1. Strategische Grundlagenforschung
2. Technologietransferpolitik zur Übertragung der Erfindungen auf Verbraucher und Patienten
3. Wissenschaftliche Informationen für die breite Öffentlichkeit

Das VIB ist maßgeblich in die internationale COVID-19-Antikörperforschung involviert.

## Abteilungen
Die VIB-Wissenschaftler arbeiten an normalen und abnormalen oder pathologischen Prozessen, die in einer Zelle, einem Organ und einem Organismus (Menschen, Pflanzen, Mikroorganismen) auftreten. Anstatt Wissenschaftler auf einen neuen Campus zu verlegen, arbeiten die VIB-Forscher in Forschungsabteilungen an sechs flämischen Standorten: der Universität Gent, der KU Leuven, der Universität Antwerpen, der Vrije Universiteit Brussel, der IMEC und der Universität Hasselt.

### Universität Gent
- VIB Inflammation Research Center, UGent (Bart Lambrecht)
- VIB-Zentrum für Pflanzensystembiologie, UGent (Dirk Inzé)
- VIB Medical Biotechnology Center, UGent (Nico Callewaert)
- Institut für Pflanzenbiotechnologie (IPBO), UGent (Marc Van Montagu)

### KU Leuven
- VIB-Zentrum für Krebsbiologie, KU Leuven (Wissenschaftliche Direktoren: Diether Lambrechts und Chris Marine)
- VIB-Zentrum für Hirn- und Krankheitsforschung, KU Leuven (Wissenschaftliche Direktoren: Patrik Verstreken und Joris de Wit)
- VIB-Zentrum für Mikrobiologie, KU Leuven (Wissenschaftlicher Direktor: Kevin Verstrepen)
- IMEC Campus
- NERF, eine gemeinsame Forschungsinitiative von IMEC, VIB und KU Leuven

### Universität Antwerpen
- VIB-Abteilung für Molekulargenetik, Universität Antwerpen (Rosa Rademakers)

### Vrije Universiteit Brussel,
- Forschungszentrum für Strukturbiologie des VIB, Freie Universität Brüssel (Jan Steyaert)
- VIB Labor Myeloide Zellimmunologie, Freie Universität Brüssel (Jo Van Ginderachter)
- VIB Nanobody Service Facility, Freie Universität Brüssel

## Serviceeinrichtungen
Das VIB hat mehrere Kernanlagen eingerichtet, die sich auf fortschrittliche Technologien konzentrieren und akademischen und industriellen Forschern in Flandern Technologien mit hohem Durchfluss zur Verfügung stellen:
- VIB BioInformatics, Schulungs- und Serviceeinrichtung
- VIB Compound Screening Service Facility, UGent
- VIB Genetic Service Facility, Universität Antwerpen
- VIB Nucleomics Core, KU Leuven
- VIB Nanobody Service Facility, Freie Universität Brüssel
- VIB Protein Service Facility, UGent
- VIB Proteomics Expertise Center, UGent
- VIB Bio Imaging Core, UGent und KU Leuven

## Ausgründungen
Das VIB war an der Schaffung von Ausgründungen aus akademischen Forschungsgruppen wie Ablynx, DevGen, CropDesign, ActoGeniX, Pronota (ehemals Peakadilly), Agrosavfe, Multiplicom, Q-Biologicals, SoluCel, Aphea.Bio und Aelin Therapeutics beteiligt.